# Claudia (telenovela)
Claudia... Un amor en la sombra es una telenovela mexicana que se transmitió por el Canal 4 de Telesistema Mexicano hoy Televisa en 1960, con episodios de 30 minutos de duración. Obra original y adaptación de Mimí Bechelani. Protagonizada por María Elena Marqués y Miguel Córcega y teniendo a María Teresa Rivas en el lado antagónico.

## Elenco
- Maria Elena Marqués ... Claudia
- Miguel Córcega
- María Teresa Rivas
- Manolita Saval
- Raúl Farell
- Roberto Cañedo
- Angelines Fernández
- Nicolás Rodríguez
- Graciela Döring
- Emma Roldán
- Emilio Brillas
- Marina Marín
- Mercedes Pascual

## Producción
- Historia Original: Mimí Bechelani
- Adaptación: Mimí Bechelani
- Director general: Leopoldo Labra

## Datos a resaltar
- La telenovela está grabada en blanco y negro.

- Datos: Q6412206